# Château Beauséjour Duffau-Lagarrosse
Das Château Beauséjour Duffau-Lagarrosse (auch „Beauséjour“ ohne Namenszusatz) ist ein französisches Weingut und liegt im Bereich Saint-Émilion. In der Hierarchie der Rotweine von Saint-Émilion gehört es als Premier Grand Cru classé B (seit 1969; letztmals im Jahr 2022 bestätigt), der zweithöchsten Stufe an (siehe auch den Artikel Bordeauxwein (Klassifikation)).
Die Weinberge von Beauséjour-Duffau-Lagarrosse wachsen auf einem Terroir-Gemisch von Kalkstein und Ton und liegen auf dem Plateau von Saint-Émilion.
Das Weingut verfügt über eine Rebfläche von 6,8 Hektar; das Durchschnittsalter der Rebstöcke liegt bei 35 Jahren. Die Bepflanzungsdichte beträgt 6.600 Rebstöcke pro Hektar. Die aktuelle Bepflanzung liegt bei 70 % der Rebsorte Merlot, 20 % Cabernet Franc und 10 % Cabernet Sauvignon.
Die Weine von Beauséjour-Duffau-Lagarrosse sind seit Mitte der 1980er-Jahre konstant besser geworden. Der 1990er-Wein gilt als eine moderne Weinlegende und wurde als „perfekter Wein“ mit 100 Parker-Punkten bewertet. Er ist extrem schwer im Handel zu finden.

## Geschichte
Im Mittelalter bewirtschafteten die Mönche der Abtei Saint-Martin die Weinberge von Beauséjour. Später kamen sie in den Besitz der Familie Gerès. Durch Heirat erwarb 1722 François de Carle, der Besitzer von Château Figeac, das noch ungeteilte Beauséjour. Aufgrund von Geldnöten verkaufte Armand de Carle-Trajet 1823 Beauséjour an Charles Trocquart. 1847 verkaufte er es an seinen Cousin Pierre-Paulin Ducarpe, der es 1869 aufteilte. Die späteren Besitzer hängten jeweils ihre Namen an die der Châteaus. Aus dem abgespaltenen Teil entstand das Château Beau-Séjour Bécot.
Château Beauséjour Duffau-Lagarrosse ging an die Tochter von Ducarpe, die den Arzt Duffau-Lagarrosse geheiratet hatte. Zum Besitz gehört das ehemalige Geburtshaus von Ducarpe sowie die Kapelle Saint-Martin aus dem 11. Jahrhundert.
Der Betriebsdirektor von Château Pavie-Macquin, Nicolas Thienpont, erhielt im Jahr 2009 den Auftrag, das Qualitätspotential des Guts mit Hilfe der Önologen Michel Rolland und Stéphane Derenoncourt voll auszuspielen.